# Polia leomegra
Polia leomegra là một loài bướm đêm trong họ Noctuidae.